# Donacia brevicornis
Donacia brevicornis — вид листоїдів з підродини Donaciinae. Поширений в Північної і на півночі Центральної Європи.